# Gharb al-Andalus
Gharb al-Andalus (in arabo: الأندلس غرب, ġarb al-andalus; "l'occidente di al-Andalus") è il nome che fu dato dai musulmani alla zona occidentale di al-Andalus durante la dominazione islamica medievale nella penisola iberica. Le dinastie musulmane controllarono e governarono questi luoghi dal 711 al 1249. Tale regione corrisponde a gran parte del territorio del Portogallo.

## Estensione territoriale
Il Gharb al-Andalus comprendeva i territori che si estendono tra la zona del Douro, Coimbra, l'estuario del Tago, l'Alentejo, l'Algarve. Incorporava, inoltre, zone dell'Estremadura e dell'Andalusia occidentale. Questa estensione, peraltro variabile, ebbe il suo punto massimo nel VIII secolo, includendo la Galizia.

## Storia
In seguito allo sbarco a Calpe (Gibilterra) dell'esercito guidato da Ṭāriq ibn Ziyād nel 711, la conquista arabo-islamica della penisola iberica avanzò e nel 714 anche le città di Évora, Santarém e Coimbra venivano sottratte ai visigoti e annesse alla dominazione musulmana. Nel 716 fu la volta di Lisbona, che in arabo venne a chiamarsi al-Ušbūnah (secondo alcuni Ušbūnah o Lušbūnah).
Il Gharb al-Andalus attraversò i seguenti periodi della storia di al-Andalus: l'emirato (756-929) e il califfato di Cordova degli Omayyadi (929-1031); il primo periodo dei Regni di Taifa (ca. 1031-1086); il dominio della dinastia amazigh degli Almoravidi (ca. 1086-1145); il secondo periodo dei Regni di Taifa (1144-1151); il califfato amazigh Almohade (ca. 1151-1230); una terza fase dei Regni di Taifa (ca. 1230-1249).
Dopo circa quattro secoli di governo islamico, Lisbona fu conquistata dal primo re portoghese Alfonso Henriques nel 1147. L'ultima città del Gharb al-Andalus a esser conquistata dal Regno di Portogallo nel contesto della cosiddetta Reconquista fu Faro (Ossónoba), nel 1249, per mano di Alfonso III.
Altre città importanti del Gharb al-Andalus furono Alcácer do Sal, Silves, Mértola e Badajoz.

### Emirato e Califfato Omayyadi
Fuggito da Damasco in quanto superstite della dinastia omayyade, sconfitta dai rivali Abbasidi, ‘Abd al-Rahmān I arrivò nella penisola iberica nel 745 e nel 746 fu proclamato emiro di al-Andalus. Tra 763 e 777 l'emiro sedò alcune rivolte capeggiate da oppositori musulmani, contrari al potere dell'emirato, nelle zone di Beja, Santarém, Lisbona, Évora e in altri territori situati quasi tutti a sud del Tago. Nell'875, il muladi Ibn Marwān, militare ribelle all'autorità dell'emirato, fondò sulle rive del Guadiana la città di Badajoz (prossima al confine tra Spagna e Portogallo) ed eresse così una sorta di regno indipendente nella regione del Gharb al-Andalus, la quale godette di una certa autonomia fino all'istituzione del Califfato di Cordova.
La fase di maggior prosperità e splendore culturale di al-Andalus si ebbe con il Califfato di Cordova a partire dal 929 e in particolare sotto il califfo ‘Abd al-Raḥmān III. In questo periodo visse a Lisbona il giurista e asceta musulmano al-Masmudī (m. 970).
Agli inizi dell'XI secolo gli interessi dei governatori locali causarono la fitnah ("guerra civile, tribolazione") e la conseguente proliferazione di piccoli regni, chiamati Regni di Taifa, nei quali si frantumò il califfato. Esso si estinse nel 1031 e il suo ultimo califfo fu Hišām III.

### Primo periodo dei Regni di Taifa
In questa fase, nel Gharb al-Andalus, si ebbero la prima Taifa di Badajoz (1009-1094, governata per decenni dagli Aftasidi), la Taifa di Lisbona (c. 1022-1025, zona successivamente integrata nella Taifa di Siviglia entre 1027 e 1073, in quella di Badajoz), la prima Taifa di Mértola (1033-1044), la Taifa di Santa Maria dell'Algarve (1018-1051), la prima Taifa di Silves (1040-1063) e, nella zona dell'Andalusia occidentale, la Taifa di Huelva.

### Dinastia Almoravide
Attorno al 1086, la dinastia amazigh Almoravide, proveniente dalle terre del Marocco, venne in soccorso dei regni musulmani di al-Andalus per contrastare l'avanzata degli eserciti cattolici, impegnati nella cosiddetta Reconquista. Gli almoravidi in pochi anni s'insediarono come dinastia dominante in al-Andalus, restando al potere per circa sessant'anni, anche nei territori del Gharb al-Andalus.

### Secondo periodo dei Regni di Taifa
La fine del periodo almoravida è segnata inizialmente dalla rivolta dei muridini, seguaci della guida spirituale e militare Ibn Qasī (m. 1152), che nell'odierna zona dell'Algarve si erge come capo di una resistenza di impronta sufi, contro il letteralismo legalista degli almoravidi, il quale aveva generato malcontento in varie comunità islamiche preesistenti in al-Andalus.
In concomitanza col declino degli Almoravidi nella penisola iberica, vi furono nel Gharb al-Andalus alcuni Regni di Taifa, tra i quali: la seconda Taifa di Badajoz (c. 1142-1150), la seconda Taifa di Mértola (1144-1151), la seconda Taifa di Silves (1144-1151) e, nella zona dell'Andalusia occidentale, la Taifa di Niebla (in cui assumono il potere i seguaci di Ibn Qasī).
Nel 1147, quando Lisbona fu conquistata dal re portoghese Alfonso I, la futura capitale lusitana era già stata sottratta al dominio degli Almoravidi dai regnanti musulmani della Taifa di Badajoz, i quali soccombettero ai Crociati guidati dal primo re del Portogallo, al termine dell'assedio di Lisbona.

### Califfato Almohade
Tra 1145 e 1146 il movimento amazigh degli Almohadi, fondato da Ibn Tūmart e inizialmente attivo nel sud del Marocco, s'impose sugli Almoravidi e istituì un califfato che si estese ad al-Andalus. Il primo califfo almohade fu ʿAbd al-Muʾmin. Gli almohadi rallentarono la Reconquista per circa vent'anni. Nel 1150 i Regni di Taifa di Badajoz, Beja ed Évora furono conquistati dagli Almohadi. Nel 1151 fu la volta di Mértola, nel 1155 di Silves.

### Terzo periodo dei Regni di Taifa
Nella prima metà del XIII secolo, alla progressiva perdita di potere degli Almohadi e alla concomitante avanzata cattolica coincise un ulteriore periodo dei Regni di Taifa, durante il quale il sud dell'attuale territorio portoghese rimase sotto l'influenza della Taifa di Niebla, guidata da Ibn Maḥfūẓ. L'avanzata dei regni cattolici in questa zona culminò con la conquista di Faro nel 1249 da parte del re portoghese Alfonso III, che segnò la fine della dominazione islamica medievale nell'occidente iberico. Il Gharb al-Andalus veniva così ad esser pressoché interamente integrato nel Regno del Portogallo.

## Società
Nella regione del Gharb al-Andalus vivevano circa 300.000 attorno al 1250, che potrebbero essere stati circa 500.000 a metà dell'XI secolo. La popolazione del Gharb al-Andalus era composta, da un punto di vista religioso, da musulmani, cristiani ed ebrei. La convivenza pacifica tra queste comunità era regolamentata in base al "patto di protezione" istituito dalla legge islamica e chiamato dhimmah. Il contributo attivo di musulmani ed ebrei alla società portoghese continuò anche durante i primi secoli del Regno del Portogallo, fino all'espulsione di queste due comunità per decreto del re Manuele I, nel 1496.
Da un punto di vista etnico e culturale, la popolazione era composta soprattutto da mozarabi, berberi, muladi, ebrei e infine arabi (di origine yemenita, egiziana e siriana).
Le attività lavorative più praticate erano l'agricoltura, l'allevamento di bestiame, la lavorazione della ceramica, la produzione manifatturiera e la pesca. A partire dal IX secolo, fu rilevante anche la costruzione di navigazioni presso Alcácer do Sal, Silves e Lisbona, anche per utilizzo militare e nel contesto della difesa nei confronti delle incursioni dei Vichinghi.

## Lascito culturale
La città di Silves ai tempi del Gharb al-Andalus costituì uno dei luoghi di riferimento per la letteratura della penisola iberica, ospitando per un periodo al-Mu'tamid (1040-1095), uno dei più noti poeti di al-Andalus, nato a Beja e re della Taifa di Siviglia. La sua opera è stata omaggiata da scrittori iberici del Novecento, quali lo spagnolo Blas Infante Pérez e il portoghese Fernando Pessoa.
Alcuni filosofi, mistici e pensatori vissuti nel Gharb al-Andalus furono conosciuti o citati dall'importante mistico sufi e metafisico Ibn ʿArabī (1165-1240). Si tratta di Ibn Qasī (m. 1152), al-ʿUryābī (anche noto come al-'Urianī) e al-Mīrtulī (1125-1207). Quest'ultimo visse a Mértola, città che dal 2001 organizza ogni due anni il Festival Islamico di Mértola, evento che celebra e rivisita il lascito culturale arabo, islamico e amazigh in Portogallo.
Lo storico portoghese António Dias Farinha ha affermato che la scienza e la tecnica sviluppate dai musulmani nella penisola iberica contribuirono all'acquisizione delle conoscenze nautiche che, nel XV e nel XVI secolo, consentirono al Portogallo di realizzare le grandi scoperte marittime e le conquiste dei navigatori portoghesi.
Al-Andalus e Gharb al-Andalus sono stati riferiti nelle opere di alcuni scrittori portoghesi del XIX e del XX secolo. Tra questi, vi sono Antero de Quental, Teixeira de Pascoaes e Fernando Pessoa. Seppur in momenti e con modalità differenti, essi hanno considerato la civiltà arabo-islamica come una delle radici identitarie e/o culturali del Portogallo e della penisola iberica, assieme alle radici greco-romane, ebraiche e cristiane. Pessoa, in particolare, scrisse che «l'anima araba è il fondo dell'anima portoghese». Nei suoi testi sull'iberismo, egli elogiò la «nostra grande tradizione araba - di tolleranza e di libera civiltà», riferendosi alla convivenza tra ebrei, cristiani e musulmani che per lunghi tratti fu praticata nella società di al-Andalus.
Da un punto di vista linguistico, secondo lo studioso Adalberto Alves esistono circa 18.000 parole portoghesi di cui è possibile ipotizzare o riscontrare una radice o un influsso etimologico arabo. Tra esse, si rilevano molti toponimi, come ad esempio Algarve (dall'arabo al-gharb, "l'occidente"), nome di una regione del Portogallo.